# Tony Slydini

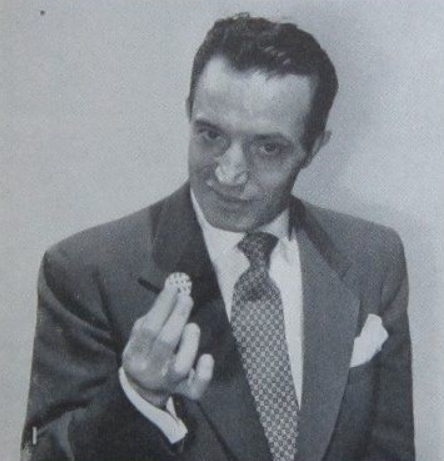
Tony Slydini

Tony Slydini oder kurz Slydini (geboren als Quintino Marucci; * 1. September 1900 in Foggia, Italien; † 15. Januar 1991 in Orange, New Jersey, Vereinigte Staaten) war ein Zauberkünstler und Zauber-Lehrer italienischer Herkunft, der sich vor allem der Mikromagie widmete.

## Leben & Wirken
Tony Slydini wurde als Quintino Marucci im italienischen Foggia geboren. Sein Vater, der ein Amateurzauberer war, ermutigte ihn bereits in jungen Jahren, seine Fingerfertigkeit zu trainieren. Noch als Jugendlicher verließ er Italien und zog gemeinsam mit seinem Onkel nach Argentinien, wo sie in Buenos Aires lebten. Dort begann er, sich intensiver mit der Zauberkunst zu beschäftigen. Obwohl er weder Zugang zu Zauberbüchern oder Zauberrequisiten hatte, noch persönliche Unterstützung erfuhr, konnte er viele Zaubertricks durch eigene Überlegungen nachahmen und schuf auch neue Effekte.
1930 zog er nach New York City, wo er erste Engagements als Zauberkünstler erhielt und erste Erfahrungen bei der Arbeit mit dem Publikum sammeln konnte. Bereits früh faszinierten ihn die psychologischen Aspekte der Zauberkunst und er begann intensiv zu trainieren, die Aufmerksamkeit seiner Zuschauer in die richtigen Bahnen zu lenken und das Timing zu perfektionieren. Später hat der bekannte und von Kollegen hochgeschätzte Zauberkünstler Dai Vernon gesagt, Slydini sei der einzige Zauberkünstler, der ihn jemals täuschen konnte.
Als er 1935 in Paterson, New Jersey auftrat, nannte der Manager ihn spontan Tony Foolem. Doch seine Kollegen, die dort gemeinsam mit ihm dort auftraten und mit denen er sich angefreundet hatte, überzeugten ihn, dass dies ein schlechter Künstlername sei. So schufen sie gemeinsam seinen Künstlernamen Tony Slydini. Dabei war Tony die Abkürzung seines wirklichen Vornamens Quintino und Slydini entstand als Kombination als dem Wort sly (engl. für gerissen, schlau) und dini, das seit Harry Houdini eine beliebte Nachsilbe für Künstlernamen, insbesondere von Zauberkünstlern, war.
In der Folge tourte Slydini durch die gesamten Vereinigten Staaten und fand immer wieder neue Engagements, blieb jedoch von der Fachwelt der anderen Zauberkünstler zunächst unentdeckt. Schließlich wurde Herman Hanson, ein enger Vertrauter des Zauberkünstlers Howard Thurston auf ihn aufmerksam und von diesem Zeitpunkt an, wurde Slydini auch unter Kollegen schnell bekannt und geschätzt. Im Zweiten Weltkrieg trat Slydini in Krankenhäusern und Erholungsheimen vor Soldaten auf. 1949/1950 folgte eine Tour durch die Vereinigten Staaten, wo er vor über 30 Zauberkünstler-Vereinigungen Kurse für andere Zauberkünstler gab, was seinen guten Ruf in der Zauberkünstler-Gemeinschaft noch verstärkte. Schließlich bereiste er auch Europa und Asien, gab auch dort Auftritte und konnte mit weiteren Kursen für andere Zauberkünstler seinen Ruhm stetig weiter ausbauen. Auch im Fernsehen trat er gelegentlich auf, zum Beispiel zweimal in der Dick Cavett Show.
Aufgrund des Erfolgs seiner Kurse verlagerte er sich immer mehr auf das Unterrichten seiner Tricks und Techniken. Er, der sich sein Handwerk selbst beigebracht hatte, unterrichtete nun andere Zauberkünstler. Viele seiner Kurse wurden auf Video aufgezeichnet und veröffentlicht und es wurden Bücher mit seinen Tricks veröffentlicht. Slydini fuhr mit seinem Unterricht für andere Zauberkünstler noch bis ins hohe Alter fort und wurde von mehreren Zauberkünstler-Vereinigungen vielfach ausgezeichnet. Am 15. Januar 1991 starb er im Alter von 90 Jahren. Doch bis heute erscheinen immer noch Artikel über seine Art der Zauberkunst und es werden immer noch Bücher und Videos zu seinen Kursen veröffentlicht und immer wieder neu aufgelegt. Im Jahr 2015 veröffentlichte sogar das renommierte Wissenschaftsmagazin Scientific American einen Artikel, der einen von seinen Zaubertricks aus neurowissenschaftlicher Sicht beleuchtete.

## Stil
Slydinis Stil galt als unvergleichlich. Statt wie andere Zauberkünstler einem festen Programmablauf zu folgen, stellte er sich in der Präsentation seiner Tricks auf das jeweilige Publikum und die Situation ein, wobei seine fast beiläufige Art, seine Zauberkunststücke zu präsentieren, zum Eindruck führten, wahrer Magie beizuwohnen.
Der Zauberkunst-Autor Karl Fulves bezeichnete Slydini als die einflussreichste Person der Close-Up-Magie des 20. Jahrhunderts, dessen Theorien und Konzepte zu Zauberkunst der höchsten Qualität führten und dass seine Auftritte an wahre Magie grenzten und Generationen von Zauberkünstlern inspiriert haben. Neben Dai Vernon wird Slydini zu den beiden besten Zauberkünstlern, Zauberlehrern und Erfindern im Bereich der Mikromagie gezählt.